# Ana Maria Terteleac
Ana Maria Alexandra Terteleac (* 5. Januar 1994 in Bukarest) ist eine rumänische Fußballschiedsrichterin.
Terteleac stammt aus dem Kreis Ilfov. Ihr Vater war ebenfalls Schiedsrichter. Zunächst spielte sie Tennis. 2010 begann Terteleac ihre Schiedsrichterkarriere im rumänischen Fußball und arbeitete sich daraufhin bis in die erste Liga.
Seit 2020 steht sie auf der Liste der FIFA-Schiedsrichter und leitet internationale Fußballpartien. Sie gehört zur Gruppe der First-Category-Schiedsrichterinnen der UEFA.
Im Jahr 2021 leitete sie das Finale des rumänischen Fußballpokals der Frauen.
Bei der U-17-Europameisterschaft 2023 in Estland pfiff Terteleac zwei Gruppenspiele. Zudem leitete Terteleac Spiele in der Women’s Nations League, in der Qualifikation für die Women’s Champions League, in der europäischen WM-Qualifikation für die Weltmeisterschaft 2023 in Australien und Neuseeland (ein Spiel) sowie Freundschaftsspiele.
Terteleac arbeitet als Sportlehrerin.